# 石竹
石竹又称为洛阳花、五彩石竹、剪絨花、中國石竹、洛陽石竹、石菊、繡竹，是石竹科石竹属的多年生草本植物。其同類名花有康乃馨等。

## 形态
多年生草本，全株粉绿色，株高30－50厘米；线状披针形叶子绿至灰绿色，长3－5厘米，宽2－4毫米；夏季开红色、粉红色、紫色或白色花朵，花单生或2－3朵疏生枝端，萼下有尖长的苞片。

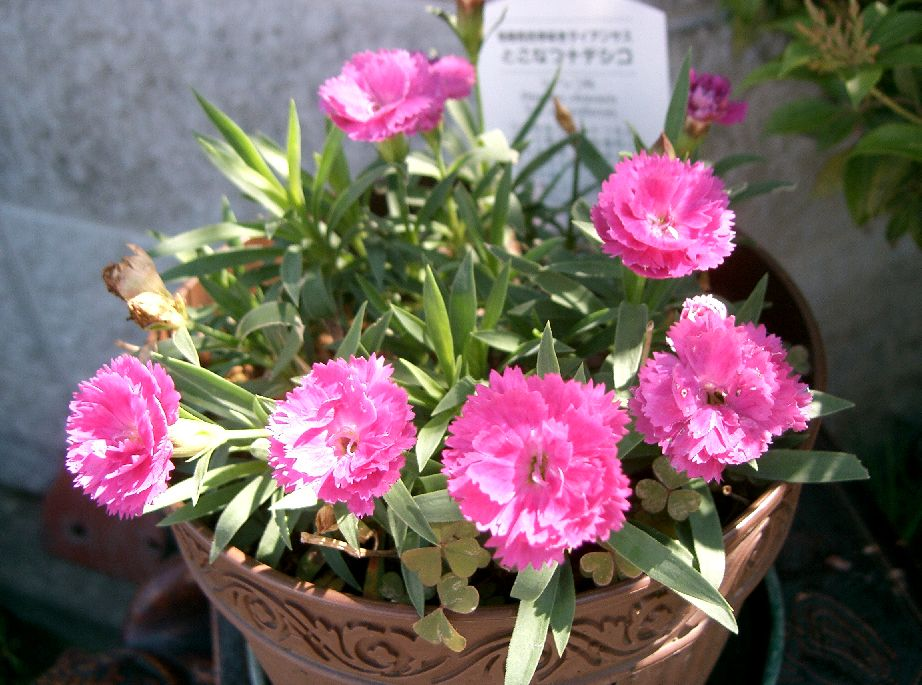
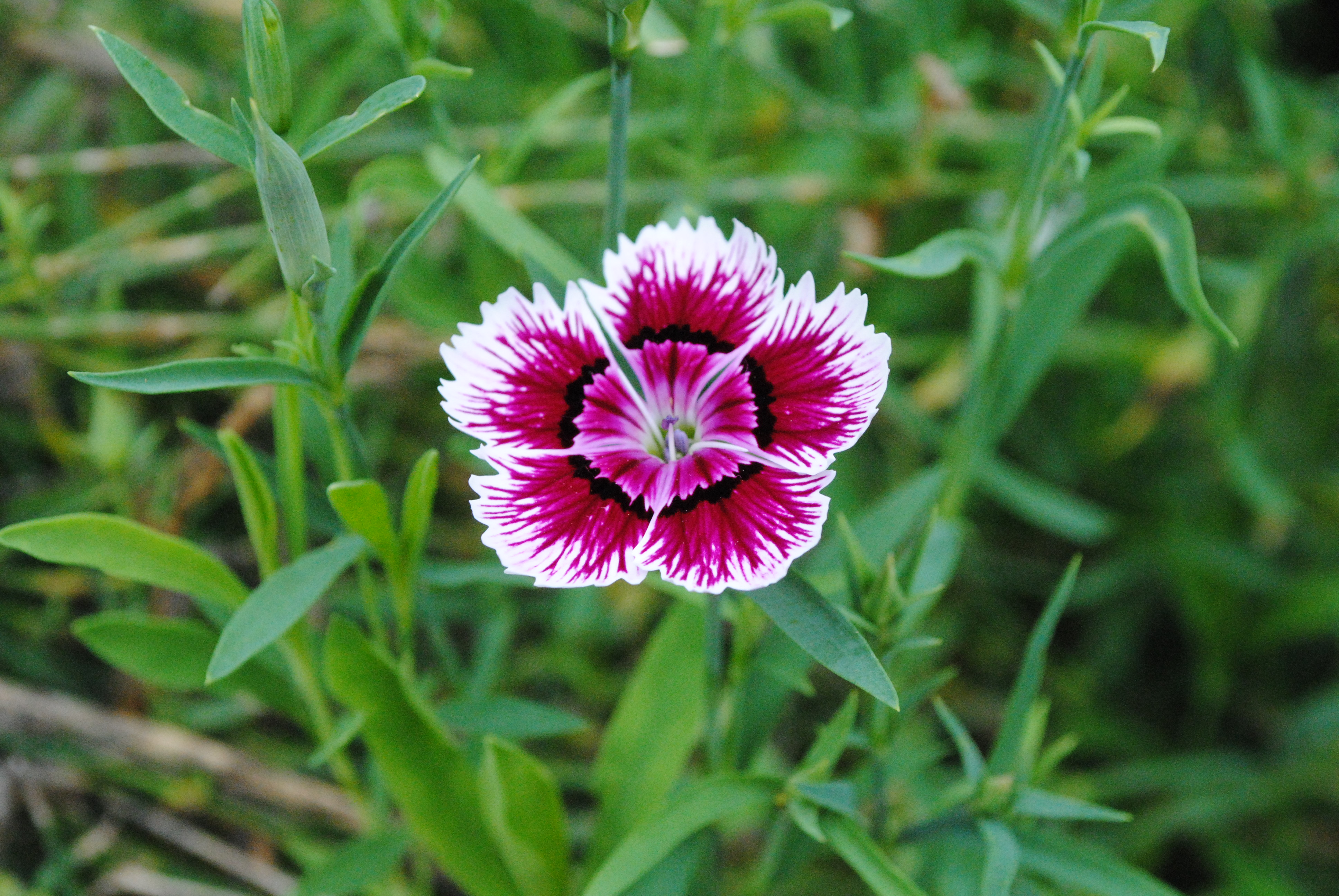
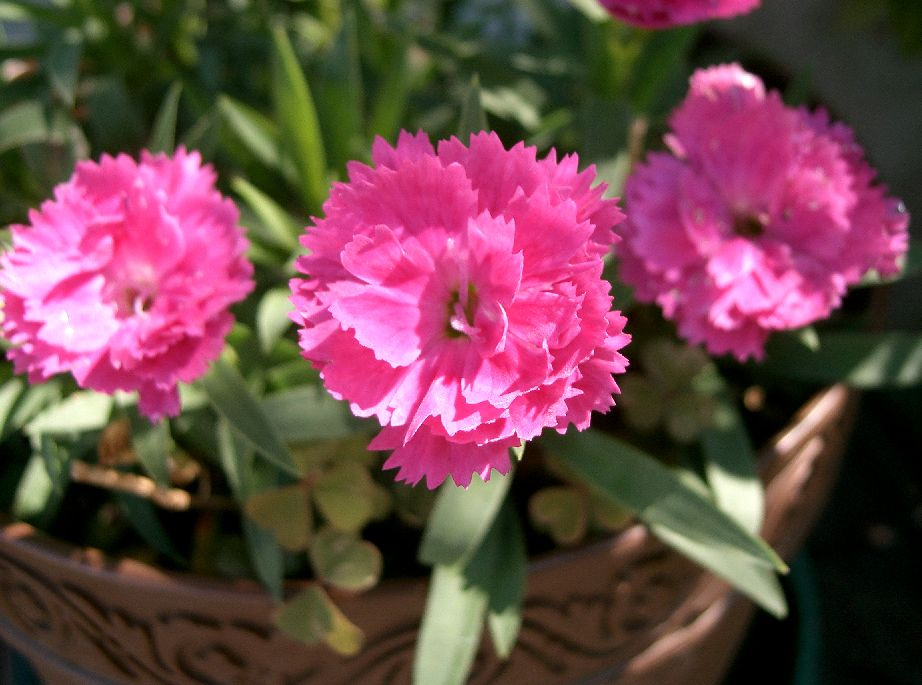
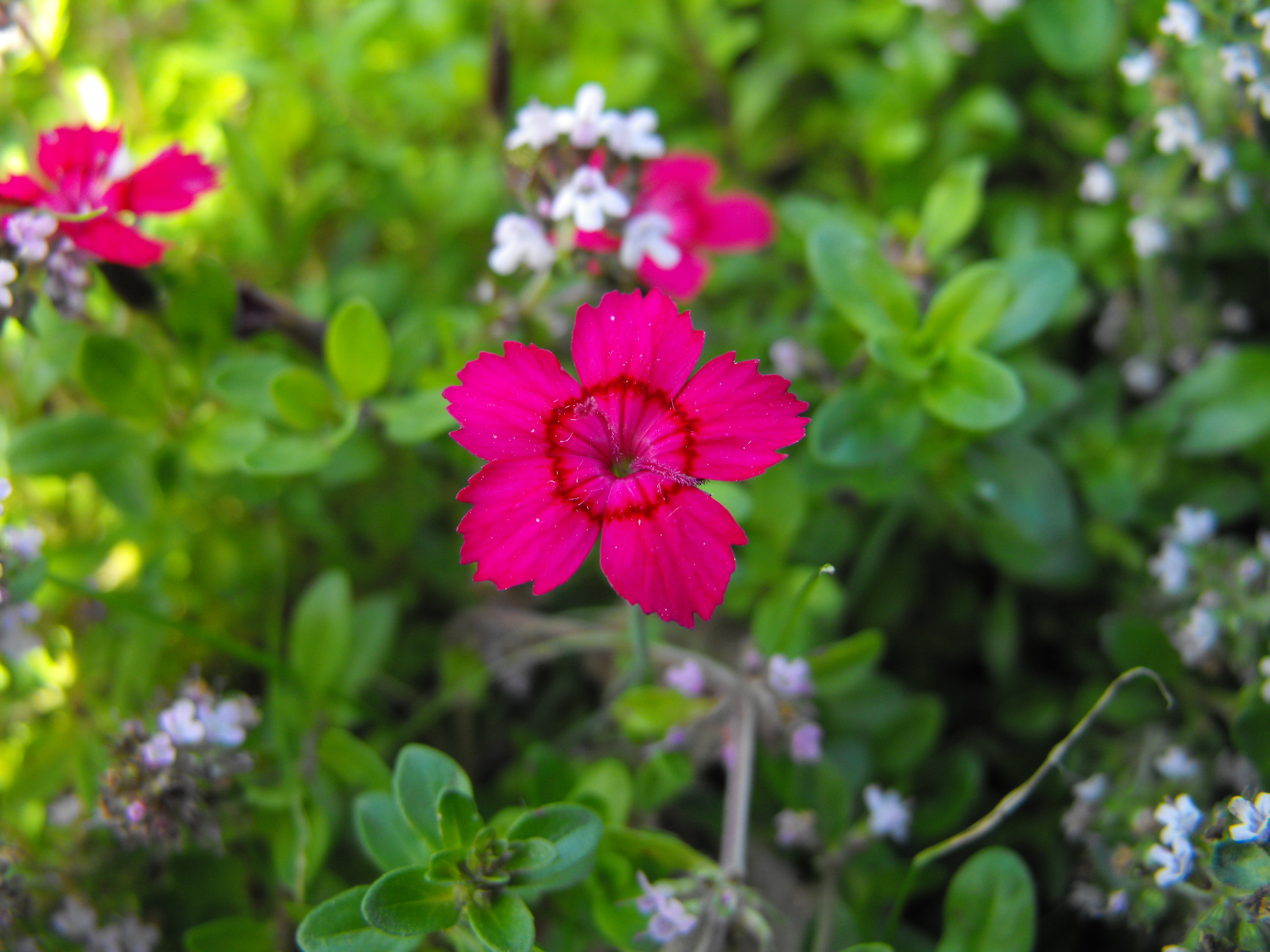
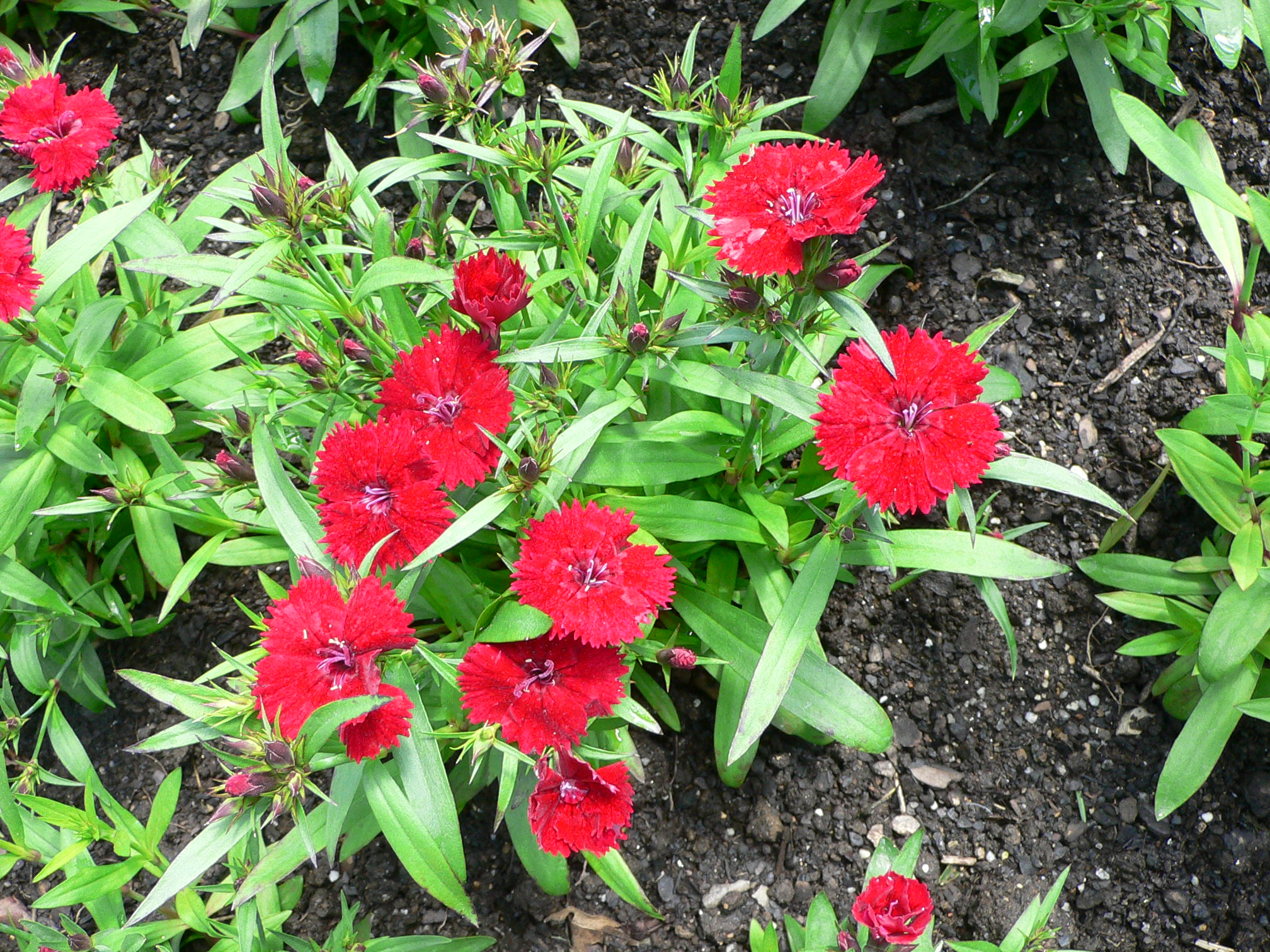
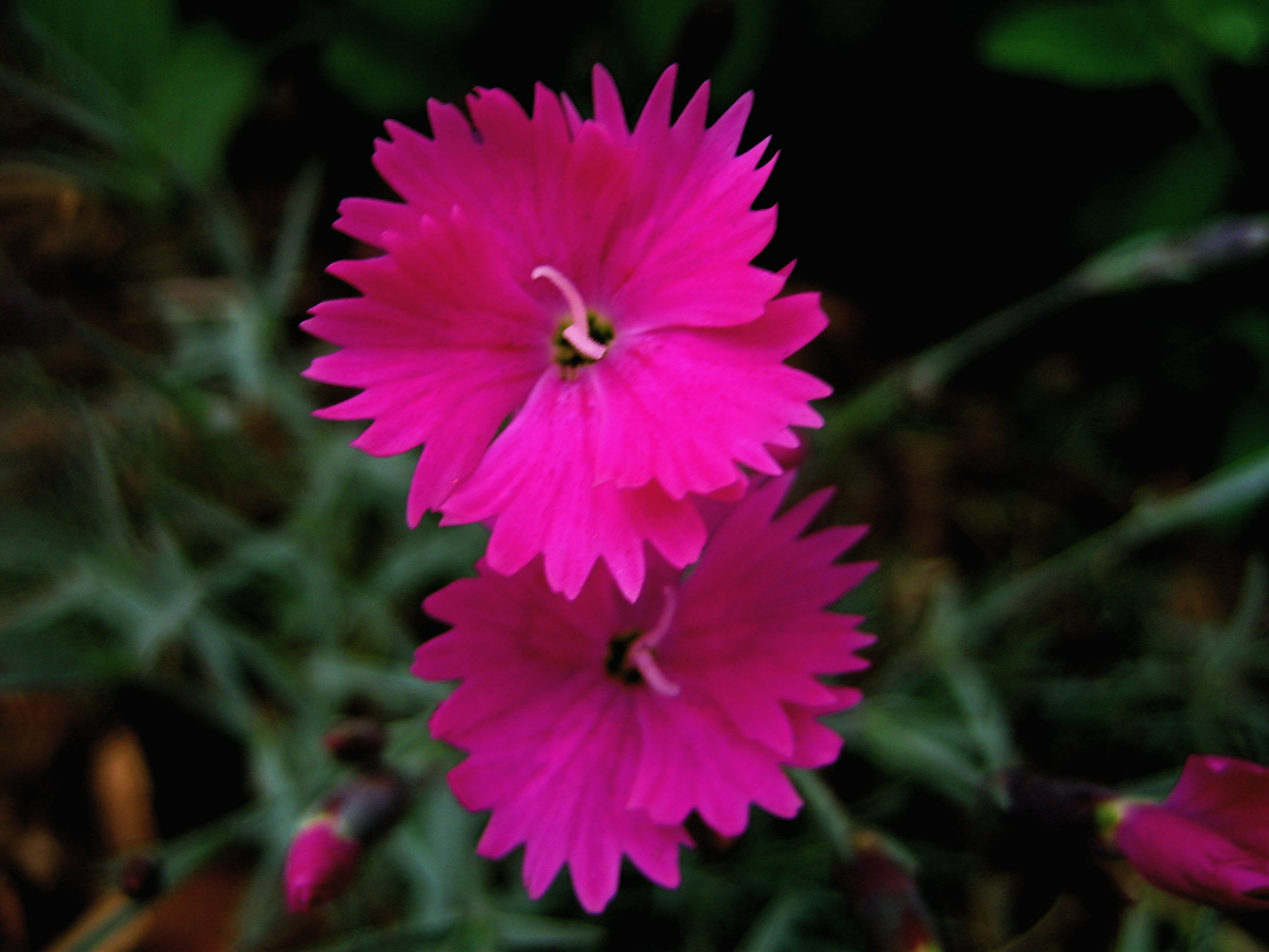
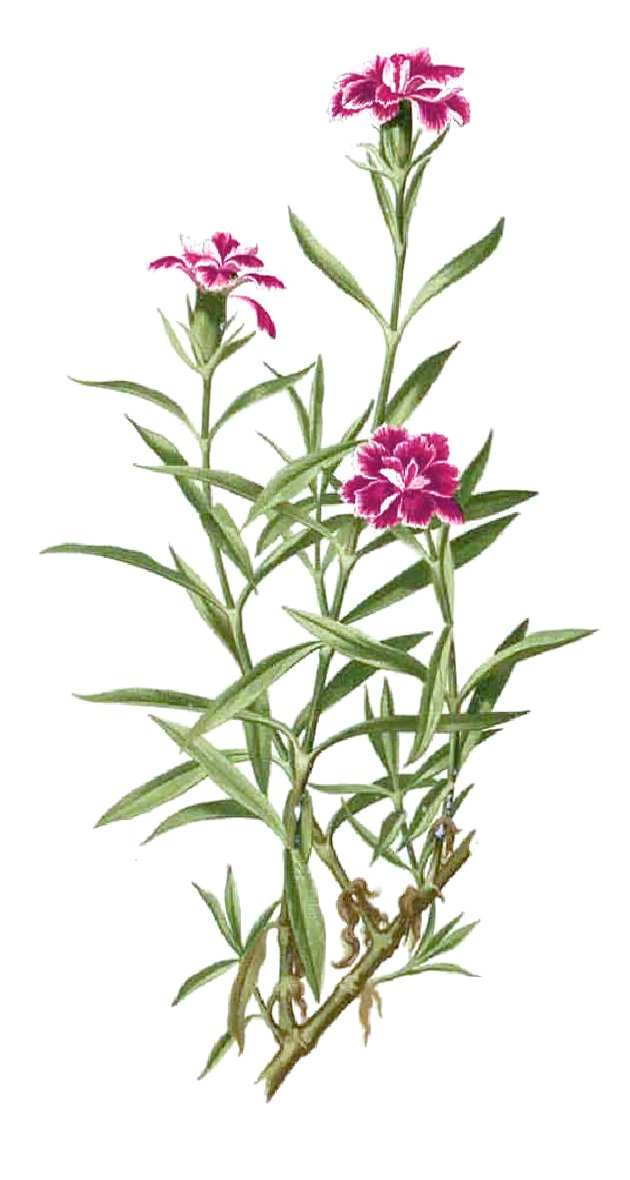
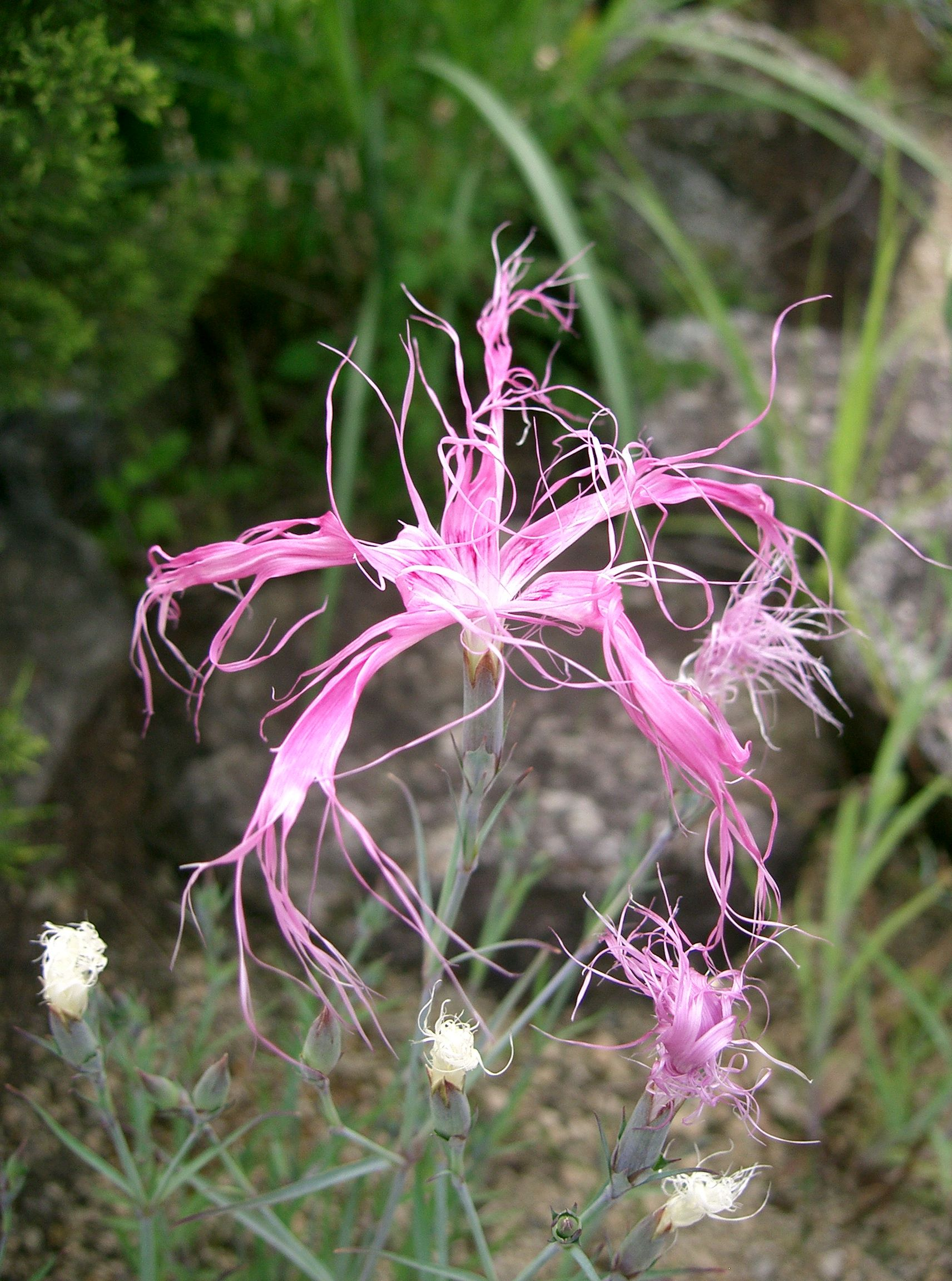
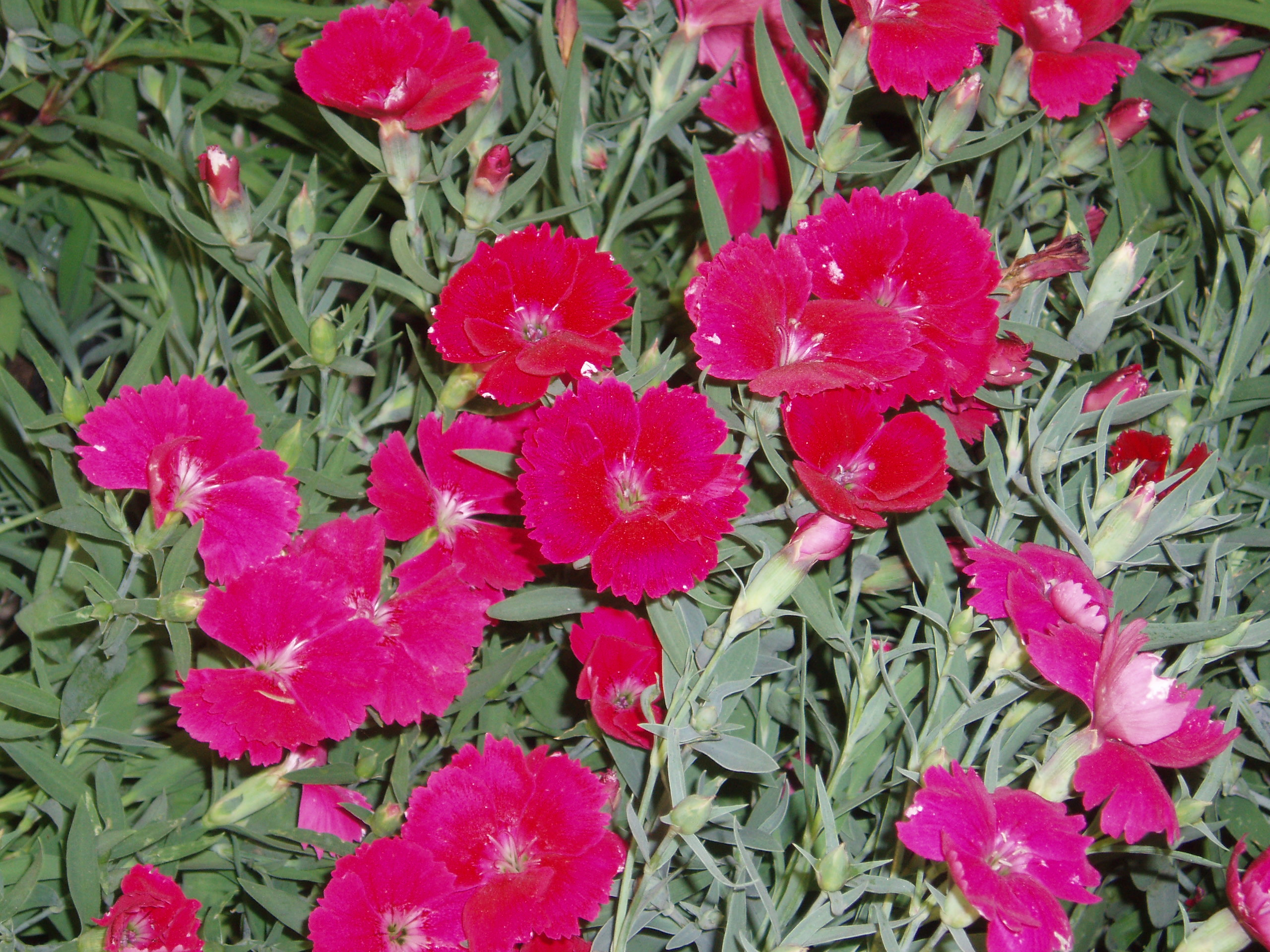

## 分布
分布于俄罗斯、朝鲜以及中国大陆的北方、南方等地，生长于海拔10米至2,700米的地区，多生长在草原及山坡草地，目前已作为观赏植物，由人工在世界各地引种广泛栽培，並已培育出大量栽培种。

## 外部連結
- 石竹 Shizhu （页面存档备份，存于） 藥用植物圖像數據庫 (香港浸會大學中醫藥學院) （中文）（英文）
- 瞿麥 Qumai （页面存档备份，存于） 中藥材圖像數據庫 (香港浸會大學中醫藥學院)

## 延伸阅读
[在维基数据编辑]
 《欽定古今圖書集成·博物彙編·草木典·石竹部》，出自陈梦雷《古今圖書集成》